# Stefan Wyszyński
Stefan Wyszyński (Zuzela, 3 de agosto de 1901-Varsovia, 28 de mayo de 1981) fue un sacerdote católico y teólogo polaco. Es venerado como beato en la Iglesia Católica. 
Fue obispo de Lublin desde 1946 hasta 1948, arzobispo de Varsovia y de Gniezno desde 1948 hasta su fallecimiento, en 1981. 
Creado cardenal el 12 de enero de 1953 por el papa Pío XII, asumió el título de Primado de Polonia. 
Desarrolló un papel determinante en la evolución de las relaciones entre la Iglesia católica y el Estado polaco durante el régimen comunista, siendo además una figura fundamental en su país durante la Guerra Fría. 
Fue beatificado el 12 de septiembre de 2021 por el papa Francisco.

## Biografía

### Juventud y ordenación
Wyszyński nació en la localidad de Zuzela, ubicada a orillas del Río Bug. Como resultado de las Particiones de Polonia de finales del siglo XVIII, estos territorios formaron parte del Imperio Ruso hasta el final de la Primera Guerra Mundial y en esas áreas se llevó a cabo una campaña intensiva para instigar a la población polaca a abandonar sus tradiciones y perder su conciencia nacional.
En 1912, el padre de Stefan –su madre había fallecido cuando tenía nueve años– lo envió a Varsovia, donde completó su educación primaria en 1915. Seguidamente, entró en el seminario de Włocławek, y el 3 de agosto de 1924, tras haber sido hospitalizado por una grave enfermedad, fue ordenado sacerdote por el obispo Wojciech Owczarek.

### Sacerdote y profesor

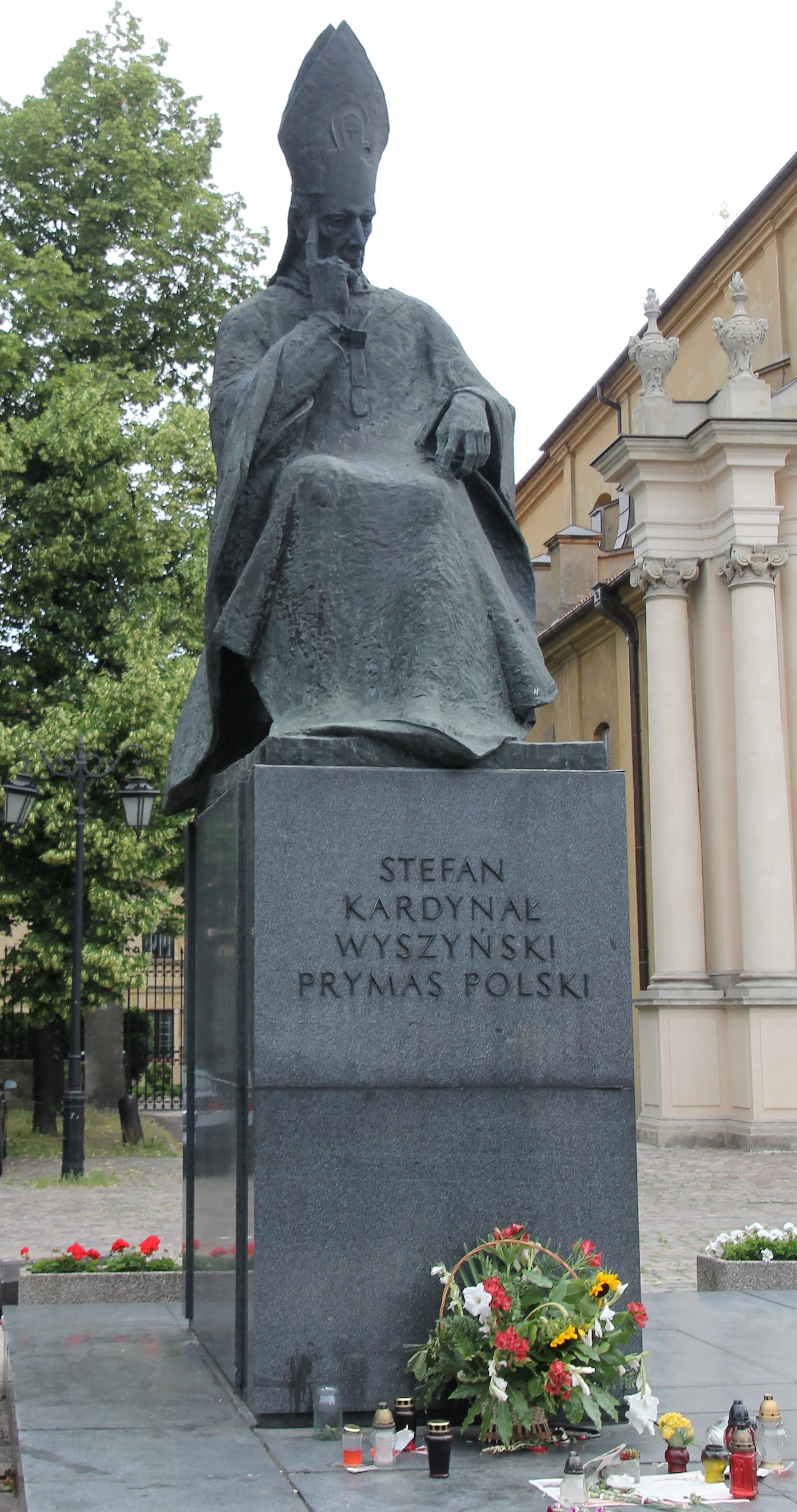
Monumento a Wyszynski en Varsovia.

Wyszyński celebró su primera misa solemne en el monasterio de Jasna Góra, en Częstochowa, un lugar de un gran significado espiritual para muchos católicos polacos. Allí se conserva la imagen de Nuestra Señora de Częstochowa, patrona de Polonia. El padre Wyszyński estudió en Lublin los cuatro años siguientes, y en 1929 obtuvo el doctorado de derecho canónico y ciencias sociales de la Universidad Católica de Lublin. Realizó su tesis doctoral, que llevaba por título Los derechos de la familia, la iglesia y el Estado en los colegios en Derecho Canónico. Tras doctorarse, viajó por toda Europa durante algunos años, perfeccionando su educación.
De regreso a Polonia, Wyszyński comenzó a dar clases en el seminario de Włocławek, actividad que interrumpió en 1939, a causa de la Segunda Guerra Mundial. Las autoridades nazis emitieron una orden de arresto sobre él. A petición del obispo Michał Kozal, viajó a Laski, cerca de Varsovia. Al estallar el alzamiento de Varsovia, el 1 de agosto de 1944, adoptó el nombre de guerra de "Radwan II", convirtiéndose en capellán del hospital de los insurgentes de Laski, y del distrito militar de Żoliborz de la Armia Krajowa durante la organización de la resistencia.
En 1945, un año después del final de la guerra, Wyszyński regresó a Włocławek, donde inició un proyecto de restauración del seminario, que había sido devastado durante la contienda mundial. Fue rector del seminario y principal editor de un semanario católico.

## Episcopado
Apenas un año después, el 25 de marzo de 1946, el papa Pío XII lo nombró obispo de Lublin. Fue consagrado por el cardenal August Hlond el 12 de mayo de ese mismo año. Tras la muerte del cardenal Hlond el 22 de octubre de 1948, fue nombrado arzobispo metropolitano de Gniezno y Varsovia, y Primado de Polonia, el 12 de noviembre de 1948.

### Resistencia de posguerra al comunismo

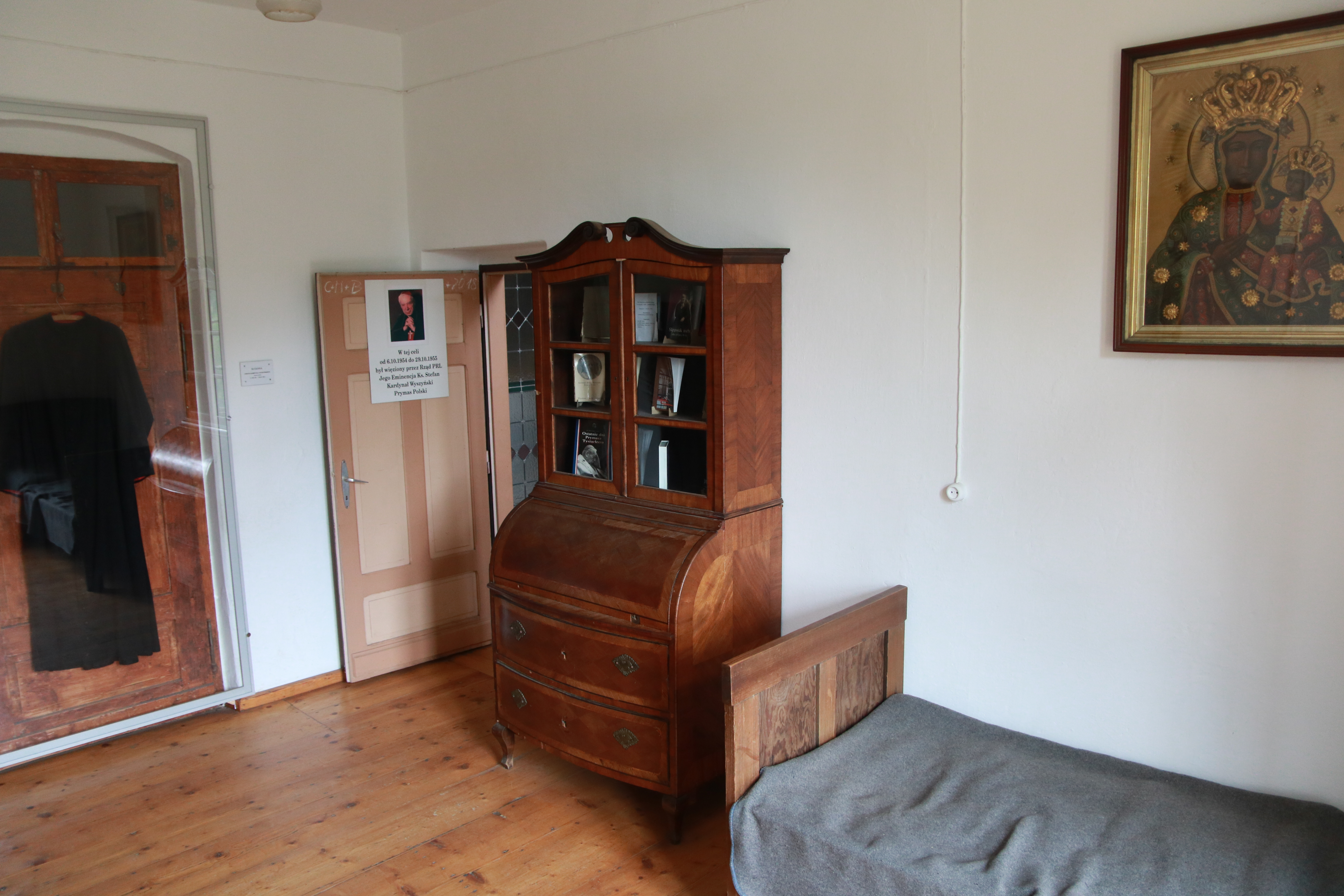
La celda de Stefan Wyszyński en la iglesia de José en Prudnik

En el este de la actual Polonia, y más tarde también en el oeste, las hostilidades entre los polacos nativos y el gobierno de Stalin continuaron durante varios años. La Iglesia católica esperaba el retorno del Gobierno polaco en el exilio en Londres y la eliminación del régimen títere de Stalin, pero este hecho no se produjo. La Iglesia apoyó activamente a los anticomunistas. Por su parte, el gobierno comunista inició la confiscación de inmuebles de uso público, incluidas las escuelas laicas, y la distribución de tierras entre los agricultores. En 1950 el arzobispo Wyszyński decidió participar en un acuerdo secreto con las autoridades comunistas, que se firmó el 14 de febrero de 1950. El acuerdo fijó el campo de acción política de la Iglesia en Polonia. Permitió a la iglesia católica poseer propiedades razonables, separó la Iglesia de la política, prohibió el adoctrinamiento religioso en las escuelas públicas, y permitió que las autoridades seleccionaran un obispo de una terna de candidatos presentados. Uno de los obispos seleccionados fue el joven Karol Wojtyła.
A partir de 1953, una nueva ola de persecución barrió Polonia. Cuando los obispos continuaron apoyando la resistencia, empezaron los juicios masivos y el internamiento de los sacerdotes —el cardenal estuvo entre las víctimas—. El 25 de septiembre de 1953 fue encarcelado en Rywałd, y más tarde puesto bajo arresto domiciliario en Stoczek cerca de Lidzbark Warmiński, en Prudnik, cerca de Opole y en el monasterio de Komańcza en las montañas Bieszczady. Durante su cautiverio, fue testigo de la brutal tortura y el maltrato, de naturaleza perversa, que los guardias inflingían a los detenidos. Fue liberado el 26 de octubre de 1956.

### Relaciones con los judíos
Wyszyński trabajó para mejorar las relaciones con los judíos que vivían en Polonia, hasta el punto de protegerlos de la persecución y conseguirles préstamos para utilizarlos en el culto cuando el Gobierno les negó este privilegio.

### Elección de Juan Pablo II
En 1978, su discípulo el cardenal Karol Wojtyła, arzobispo de Cracovia, fue elegido papa con el nombre de Juan Pablo II. Wyszyński logró que la segunda visita realizada por el nuevo Pontífice fuera a su Polonia natal, tras la de México en enero de 1979. La visita apostólica, realizada en 1979, tuvo un gran éxito y contribuyó al nacimiento del sindicato Solidaridad. Más tarde, tras el atentado realizado contra Juan Pablo II el 13 de mayo de 1981, el cardenal ofreció su vida por la del papa.

### Muerte y proceso de beatificación

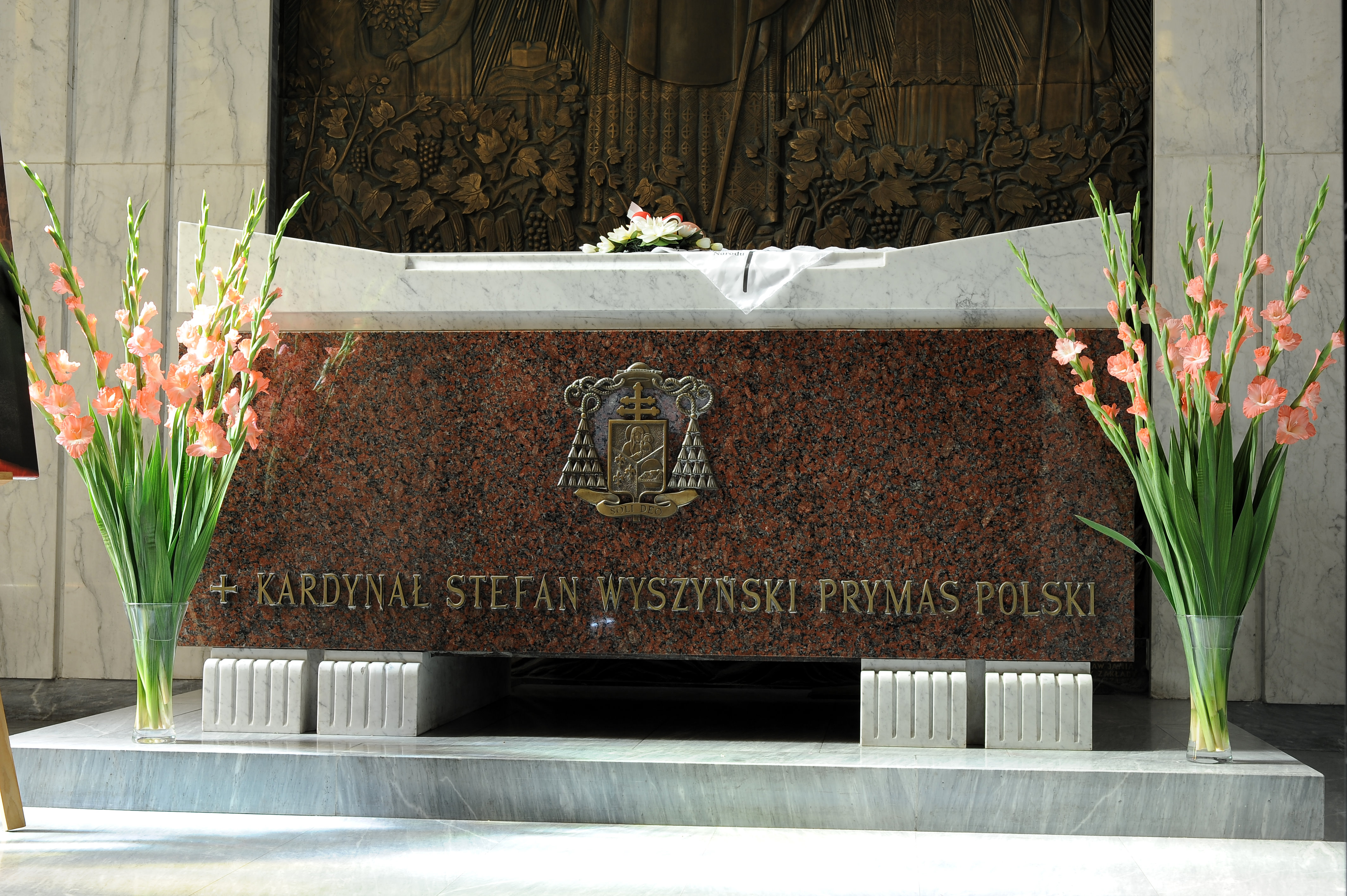
Tumba del cardenal Wyszyński

Stefan Wyszyński falleció de cáncer abdominal, el 28 de mayo de 1981. Sus restos reposan en la Catedral de Varsovia, su diócesis. 
El día 18 de diciembre de 2017, el Papa Francisco lo declaró Venerable. El 2 de octubre de 2019 el papa firmó el decreto de beatificación debido a un milagro atribuido a su intercesión. La beatificación fue anunciada para el 7 de junio de 2020, pero debido a la Pandemia de coronavirus, la arquidiócesis de Varsovia se vio obligada a postergar el evento a una fecha en la cual hubiera menos riesgos para la población.

### Beatificación
Fue beatificado junto con Róża Czacka, fundadora de la Congregación de las Franciscanas Siervas de la Cruz, el 12 de septiembre de 2021, en una misa presidida en Varsovia por el cardenal Marcello Semeraro.

## Instituto Cardenal Wyszynski
Creado con el fin de estudiar la vida y las enseñanzas del cardenal. Han recogido gran parte de su predicación oral y de sus escritos, con el fin de publicarlos durante los próximos años.

## Obras
- El espíritu del trabajo. Ediciones Rialp. 1958. ISBN 978-84-321-0971-3.

- Diario de la cárcel. Biblioteca Autores Cristianos. 1984. ISBN 978-84-220-1148-4.

- Un obispo al servicio del pueblo de Dios. Secretariado Trinitario. 1985. ISBN 978-84-85376-23-0.